# George Henry Peters
George Henry Peters, född  1863, död 1947 i Washington, D.C, var en amerikansk astronom.
Han var verksam vid United States Naval Observatory
Minor Planet Center listar honom som upptäckare av 3 asteroider mellan 1904 och 1921.

## Asteroid upptäckt av George H. Peters
| 536 Merapi       | 11 maj 1904      |
| 886 Washingtonia | 16 november 1917 |
| 980 Anacostia    | 21 november 1921 |